# Герец, Арпад
Арпад Герец (венг. Gérecz Árpád; 1925—1992) — венгерско-швейцарский скрипач и дирижёр.

## Биография
В венгерский период жизни и творчества входил в состав Венгерского трио вместе с пианистом Дьёрдем Сольчаньи и виолончелистом Вилмошем Палотаи. С 1956 г. жил в Швейцарии, был профессором дирижирования в Женевской консерватории и руководил консерваторским оркестром. Возглавлял также камерный оркестр «Романские солисты» и был главным приглашённым дирижёром Лозаннского камерного оркестра, с 1980 г. был художественным руководителем цикла ежегодных Баховских концертов в Лютри. Наибольшей известностью и признанием пользуется запись струнных квинтетов Моцарта, сделанная в 1974 г. струнным трио Артюра Грюмьо с участием Гереца в партии второй скрипки.